# عبد العال حسن مباشر
عبد العال حسن مباشر (1929- 2018) هو عالم من رواد علم الفطريات في مصر والوطن العربي، الأستاذ والمحاضر في جامعات اليابان وإنجلترا وهولندا، وصاحب قاموس مصطلحات الفطريات المعتمد لدارسي الفطريات والنباتات في جامعات أوروبا وأمريكا والمعروف باسم Mobasher قاموس، رئيس مجلس إدارة جمعية الميكولوجيا الأساسية والتطبيقية المؤسسة عام 2005 ورئيس تحرير مجلة الميكولوجيا الأساسية والتطبيقية، من جيل المؤسسين في كلية العلوم جامعة أسيوط، حيث انضم إليها عام 1959 وكان أحد اثنين بدأ بهما قسم النبات بالكلية- بعد أن عمل معيدا ومدرسا مساعدا في جامعة القاهرة- أي بعد عامين من بدء الدراسة بالجامعة عام 1957، وقد أسهم في أداء رسالتها ونهضتها لمدة خمسين عاما.
وخلال عمله في مختلف المناصب التي شغلها عاصر تطبيق قانوني تنظيم الجامعات في عامي 1958 و 1972، وساهم في مشروعات تطوير النظم الإدارية وتحديث البنية الأساسية التعليمية والبحثية للكلية والجامعة، كما عاصر إنشاء وتأسيس فروع جامعة أسيوط في المنيا وسوهاج وقنا وأسوان والوادي الجديد، التي تحولت فيما بعد إلى جامعات المنيا وسوهاج وجنوب الوادي (قنا) والوادي الجديد، كما ساهم في تأسيس كلية العلوم جامعة قطر حيث انتخب عميدا لها من عام 1979- 1983.

## درجاته العلمية
- بكالوريوس علوم (الدرجة الخاصة) جامعة القاهرة (نبات) مع مرتبة الشرف 1951.
- ماجستير علوم جامعة القاهرة (فطريات) 1954.
- دكتوراه الفلسفة في العلوم جامعة القاهرة (فطريات) 1958.
- دكتوراه العلوم.D.Sc جامعة القاهرة (فطريات) 1996.

## مشواره العلمي
- معيد ومدرس مساعد بكلية العلوم- قسم النبات جامعة القاهرة 1951- 1959.
- مدرس بكلية العلوم- قسم النبات جامعة أسيوط 1959- 1964.
- أستاذ مساعد بكلية العلوم قسم النبات جامعة أسيوط 1964- 1971.
- أستاذ كرسي بكلية العلوم- قسم النبات جامعة أسيوط 1971.
- رئيس قسم النبات- كلية العلوم جامعة أسيوط 1971- 1974.
- وكيل كلية العلوم جامعة أسيوط 1972- 1974.
- عميد كلية العلوم جامعة أسيوط 1974- 1979 و 1983- 1984.
- عميد كلية العلوم جامعة قطر 1979- 1983.
- نائب رئيس جامعة أسيوط لشئون الدراسات العيا والبحوث جامعة أسيوط 1984- 1987.
- أستاذ متفرغ- كلية العلوم- قسم النبات جامعة أسيوط 1989- 2018.

## إنجازاتـه
- أسّس مدرسة علمية رائدة غير مسبوقة في مصر والعالم العربي في مجال التنوع البيولوجي للفطريات وتصنيف وبيئة الفطريات، منحت 35 درجة دكتوراه و50 درجة ماجستير. وقد انتشر أبناء تلك المدرسة في معظم الجامعات المصرية وبعض الجامعات العربية.
- نشر ما يزيد عن 150 بحثا (75 بحثا في مجلات أجنبية، منها ثلاثة بحوث في مجلة Nature) تمت فيها دراسة الفطريات في البيئات والأوساط المحيطة بالإنسان، وهي التربة بأنواعها الزراعية والصحراوية والملحية والمستصلحة، والماء والهواء، والفطريات المحبّة للحرارة المرتفعة ودورها في إنتاج الأسمدة العضوية، والفطريات التي تلوث غذاء الإنسان والحيوان، والسموم الفطرية التي تفرزها فيه، والفطريات التي تصيب الإنسان والحيوان والنبات والحشرات. وقد حققت بحوثه في الفترة من 1972- 1994 مؤشر إفادة Citation Index حتى عام 2009 بلغ 189 بحثا طبقا لبرنامجي ISI 2009 وScopus 2009، وبلغ الـ Total Impact Factor للمجلات التي نُشرت بها بحوثه قيمة 147 طبقا لبرنامج ISI 2009، منها الثلاثة بحوث المنشورة بمجلة Nature.
- ألف كتابا عن فطريات التربة في الدول العربية، كما قام بتعريب كتاب عن مصطلحات علم النبات من أصول لاتينية وإغريقية "معانيها باللغة العربية والإنجليزية والفرنسية يقع في 223 صفحة، وهو الأول من نوعه في العالم العربي 1994، كما ألّف كتابا عن معاني الأسماء العلمية للفطريات والبكتريا والطحالب والنباتات يقع في 271 صفحة، وهو الأول من نوعه في العالم العربي أيضا 1997.[1]، كما ألف كتابين عن جامعة أسيوط.</ref>[2]
- حظى كتاب فطريات التربة في الدول العربية (يقع في 650 صفحة باللغة الإنجليزية، ونشرته جامعة قطر في عام 1993 ومحكَّم خارجيا) بتقدير وإشادة ست مجلات علمية عالمية وثلاثة من كبار علماء الفطريات في العالم محكِّمين لدرجة الـ.D.Sc، وهو بجانب كونه الأول من نوعه في العالم العربي، فإنه يمثل مرجعا أساسيا للباحثين في هذا المجال في العالم العربي وخارجه. وقد حقق هذا الكتاب مؤشر إفادة Citation Index بلغت- في الفترة من 2002- 2009- 42 بحثا طبقا لبرنامج Scopus 2009، وهكذا فإن المجموع الكلي للـ citations لبحوثه المنشورة ولكتاب فطريات التربة في الدول العربية بلغ 231، وهذا الرقم لا يضم كل البحوث وخصوصا ما نشر منها قبل عام 1992.
- توّج نشاط مدرسته العلمية بإنشاء وتأسيس مركز الفطريات بجامعة أسيوط في عام 1999، وقد وافق المجلس الأعلى للجامعات على إنشائه في عام 2003،[3] وقد شيدت له الجامعة مبنى من ثلاثة طوابق بمساحة كلية 1417م2، وقامت رئاسة الجامعة بافتتاحه[4][5][6][7] ويضم المركز غرفة تبريد (5˚م) يمكن أن تحفظ فيها 50 ألف سلالة من الفطريات، ومعشبة لمزارع الفطريات الجافة، ومكتبة متخصصة ومعامل بحوث ومعمل بيولوجيا جزئية ومعامل تحضير.[8] وقد أُسّس هذا المركز على غرار مراكز الفطريات العالمية، وهو الوحيد في مصر والعالم العربي الذي عني بالتنوع البيولوجي وتصنيف وبيئة الفطريات، وهو يحوي في الوقت الحالي ما يزيد عن 6000 سلالة من الفطريات تنتمي لأكثر من 522 نوعا معزولة من بيئات ومصادر مختلفة في مصر وبلدان عربية وأجنبية، وهي محفوظة حيّة بعدة طرق، كما تحفظ مزارعها جافة في معشبة للفطريات Fungal Herbarium على غرار معشبات النباتات الكبرى، وهي المعشبة الوحيدة للفطريات في مصر والعالم العربي التي يستخدمها الباحثون لمراجعة وتعريف سلالاتهم، وهي تمثل مجموعة مرجعية لا نظير لها في مصر والعالم العربي. ويعقد المركز ندوات ومؤتمرات علمية محلية ودولية بجانب ورش العمل[9][10] في المجالات المختلفة لعلم الفطريات.[11][12][13] وقد خطط لهذا المركز أن يحتل موقعا متميزا على المستوى الإقليمي والعالمي.
- شارك في عدد من الأنشطة الإعلامية وخاصة دور المركز في النهضة العلمية في مجال الفطريات.[14]
- في منتصف يونيو 2018 رحل العالم الكبير بعد أن أدى رسالته المتميزة لمصر والعالم العربي.[15][16]

## الجوائز والتكريم
- جائزة الدولة التشجيعية في العلوم البيولوجية 1972.
- وسام العلوم والفنون من الطبقة الأولى 1974.
- جائزة الدولة التقديرية في العلوم الأساسية 1998.
- الميدالية الذهبية لجامعة أسيوط 2004.
- جائزة النيل (مبارك سابقا) في العلوم الأساسية 2009.
- وسام العلوم والفنون من الطبقة الأولى 2013.
- كرّمه رئيس الجمهورية في احتفالات عيد العلم 2013.[17][18]
- كرّمته عديد من الجامعات والهيئات العلمية في مصر والخارج.
- أطلق اسمه على نوعين صنفهما من الفطريات غير المعروفة من قبل، وكان قد عزل وعرّف خمسة أنواع من الفطريات الجديدة على العلم.
- إنشاء جائزة بإسمه للباحثين والطلاب المميزون بالجامعة في مجال علم الفطريات عام 2018.[19]
- كرمته جامعة اسيوط بإطلاق اسمه على مركز الفطريات ليصبح (مركز الأستاذ الدكتور عبد العال حسن مباشر لعلوم الفطريات).[20][21]

## انظـر أيضا
- مصطفى كمال طلبة
- محمد عبدالفتاح القصاص
- عبد الحليم منتصر

## المراجـع
1. ↑  عبد العال حسن مباشر (1997). مصادر ومعاني الأسماء العلمية للفطريات والبكتريا والطحالب والنباتات (بالعربية والإنجليزية واليونانية واللاتينية). الدوحة: جامعة قطر. ISBN:978-99921-46-11-8. OCLC:1103833419. QID:Q118210367.
2. ↑  اتحاد مكتبات الجامعات المصرية: الكتب المنشورة:
http://www.eulc.edu.eg/eulc_v5/Libraries/start.aspx?fn=ApplySearch&ScopeID=1.18.&criteria1=2.&SearchText1=%D9%85%D8%A8%D8%A7%D8%B4%D8%B1%D8%8C+%D8%B9%D8%A8%D8%AF+%D8%A7%D9%84%D8%B9%D8%A7%D9%84+%D8%AD%D8%B3%D9%86 نسخة محفوظة 6 نوفمبر 2020 على موقع واي باك مشين.
3. ↑  موقع المصري اليوم. عبدالعال مباشر مؤسس "مركز الفطريات". 6 يونيو 2013:
https://today.almasryalyoum.com/article2.aspx?ArticleID=385179&IssueID=2888 نسخة محفوظة 6 نوفمبر 2020 على موقع واي باك مشين.
4. ↑  موقع جامعة أسيوط: مركز الفطريات (أ):
http://www.aun.edu.eg/aumc/arabic/img/portfolio/4.jpg نسخة محفوظة 6 نوفمبر 2020 على موقع واي باك مشين.
5. ↑  موقع جامعة أسيوط: مركز الفطريات (ب):
http://www.aun.edu.eg/aumc/arabic/img/portfolio/5.jpg نسخة محفوظة 6 نوفمبر 2020 على موقع واي باك مشين.
6. ↑  موقع جامعة أسيوط: مركز الفطريات (ج):
http://www.aun.edu.eg/aumc/arabic/img/portfolio/3.jpg نسخة محفوظة 6 نوفمبر 2020 على موقع واي باك مشين.
7. ↑  موقع جامعة أسيوط: مركز الفطريات (د):
http://www.aun.edu.eg/aumc/arabic/img/portfolio/7.jpg نسخة محفوظة 6 نوفمبر 2020 على موقع واي باك مشين.
8. ↑  موقع جامعة أسيوط: مركز الفطريات (هـ):
http://www.aun.edu.eg/aumc/arabic/img/portfolio/6.jpg نسخة محفوظة 6 نوفمبر 2020 على موقع واي باك مشين.
9. ↑  موقع جامعة أسيوط: مركز الفطريات (و):
http://www.aun.edu.eg/aumc/arabic/img/portfolio/9.jpg نسخة محفوظة 6 نوفمبر 2020 على موقع واي باك مشين.
10. ↑  موقع جامعة أسيوط: مركز الفطريات (س):
http://www.aun.edu.eg/aumc/arabic/img/portfolio/8.jpg نسخة محفوظة 6 نوفمبر 2020 على موقع واي باك مشين.
11. ↑  موقع الدستور: "فطريات الخميرة" ورشة عمل بجامعة أسيوط. 16 مارس 2015:
https://www.dostor.org/791268
نسخة محفوظة 2020-11-06 على موقع واي باك مشين.
12. ↑  موقع الفجر. انطلاق أعمال المؤتمر الدولي الثاني للميكولوجيا الأساسية والتطبيقية بجامعة أسيوط: 14 مارس 2005:
https://www.elfagr.com/1678792 نسخة محفوظة 6 نوفمبر 2020 على موقع واي باك مشين.
13. ↑  موقع دوت مصر. صور انطلاق المؤتمر الدولي الثاني للميكولوجيا بجامعة أسيوط. 14 مارس 2015:
http://www.dotmsr.com/news/196/229191/%D8%B5%D9%88%D8%B1-%D8%A7%D9%86%D8%B7%D9%84%D8%A7%D9%82-%D8%A7%D9%84%D9%85%D8%A4%D8%AA%D9%85%D8%B1-%D8%A7%D9%84%D8%AF%D9%88%D9%84%D9%8A-%D8%A7%D9%84%D8%AB%D8%A7%D9%86%D9%8A-%D9%84%D9%84%D9%85%D9%8A%D9%83%D9%88%D9%84%D9%88%D8%AC%D9%8A%D8%A7-%D8%A8%D8%AC%D8%A7%D9%85%D8%B9%D8%A9-%D8%A3%D8%B3%D9%8A%D9%88%D8%B7 نسخة محفوظة 6 نوفمبر 2020 على موقع واي باك مشين.
14. ↑  موقع قناة الصعيد. "برنامج ولادك يا بلدي": لقاء مع العالم الجليل الأستاذ الدكتور عبدالعال حسن مباشر. 7 يوليو 2017:
https://www.youtube.com/watch?v=Ux0uVYb6qGQ نسخة محفوظة 6 نوفمبر 2020 على موقع واي باك مشين.
15. ↑  موقع القاهرة اليوم نيوز. رحيل العالم الجليل الأستاذ الدكتور عبدالعال مباشر:
https://alqahiraalyoumnews.com/%D8%B1%D8%AD%D9%8A%D9%84-%D8%A7%D9%84%D8%B9%D8%A7%D9%84%D9%85-%D8%A7%D9%84%D8%AC%D9%84%D9%8A%D9%84-%D8%A7%D9%84%D8%A3%D8%B3%D8%AA%D8%A7%D8%B0-%D8%A7%D9%84%D8%AF%D9%83%D8%AA%D9%88%D8%B1-%D8%B9%D8%A8/ نسخة محفوظة 18 سبتمبر 2018 على موقع واي باك مشين.
16. ↑  موقع المجتمع. دكتور عبدالعال حسن مباشر ميراث كبير في البحث العلمي. 20 يونيو 2018:
http://www.mugtama.com/reports/item/73538-2018-06-20-07-30-20.html نسخة محفوظة 6 نوفمبر 2020 على موقع واي باك مشين.
17. ↑  موقع الموجز. الرئيس مرسي يكرم 37 عالما مصريا من الحاصلين على جوائز الدولة في احتفالات عيد العلم اليوم. 11 إبريل 2013:
http://www.elmogaz.com/node/79270 نسخة محفوظة 2 يونيو 2020 على موقع واي باك مشين.
18. ↑  موقع الصباح. الرئيس مرسي يشهد الاحتفال بعيد العلم ويكرم الفائزين بجوائز الدولة:
https://www.elsaba7.com/details/119551
نسخة محفوظة 2021-01-31 على موقع واي باك مشين.
19. ↑  موقع أخبار جامعة أسيوط. جائزة الأستاذ الدكتور عبدالعال حسن مباشر للباحثين والطلاب المميزون. 25 نوفمبر 2018:
http://news4aun.blogspot.com/2018/11/blog-post_25.html نسخة محفوظة 6 نوفمبر 2020 على موقع واي باك مشين.
20. ↑  موقع جامعة أسيوط: مركز الفطريات (ح):
http://www.aun.edu.eg/aumc/arabic/img/portfolio/1.jpg نسخة محفوظة 6 نوفمبر 2020 على موقع واي باك مشين.
21. ↑  موقع جامعة أسيوط: مركز الفطريات (ط):
http://www.aun.edu.eg/aumc/arabic/img/portfolio/2.jpg نسخة محفوظة 6 نوفمبر 2020 على موقع واي باك مشين.